# Zespół Antona
Zespół Antona, zespół Antona-Babińskiego (ang. Anton-Babinski syndrome, Anton's blindness) – rzadki zespół neurologiczny spotykany w uszkodzeniach płata potylicznego mózgu. Przy całkowitym zniszczeniu 17. pola Brodmanna występuje ślepota korowa, jeśli jednak zniszczone są dodatkowo pola 18. i 19., pacjent może zaprzeczać temu faktowi i utrzymywać, że cały czas widzi. Zespół opisali Gabriel Anton w 1899 i Józef Babiński w 1914.